# Слуцкая, Вера Климентьевна
Ве́ра Климе́нтьевна Слу́цкая (Вера Клементьевна, Берта Брониславовна; настоящие имя и отчество Бе́рта Калма́новна); 5 [17] сентября 1874, местечко Мир, Новогрудского уезда Минской губернии) — 30 октября [12 ноября] 1917, вблизи Царского Села, ныне город Пушкин [в черте Санкт-Петербурга]) — социал-демократ, большевик, участница революционного движения в России.

## Биография

### Семья и молодые годы
Родилась 5 (17) сентября 1874 года в местечке Мир Минской губернии в небольшом домике, который занимала её семья среднего достатка, по сословному признаку относившаяся к мещанам. После её рождения родители переехали в Минск, в нижнюю часть города, на Старо-Мясницкую улицу. У Слуцких была небольшая лавочка, где они торговали дрожжами, перцем, лимонной кислотой и прочими приправами, а также держали небольшой постоялый двор, где останавливались те, кто привозил товар на расположенные рядом мясной рынок и рыбный базар; помимо этого глава семьи Калман Слуцкий давал платные уроки древнееврейского языка.

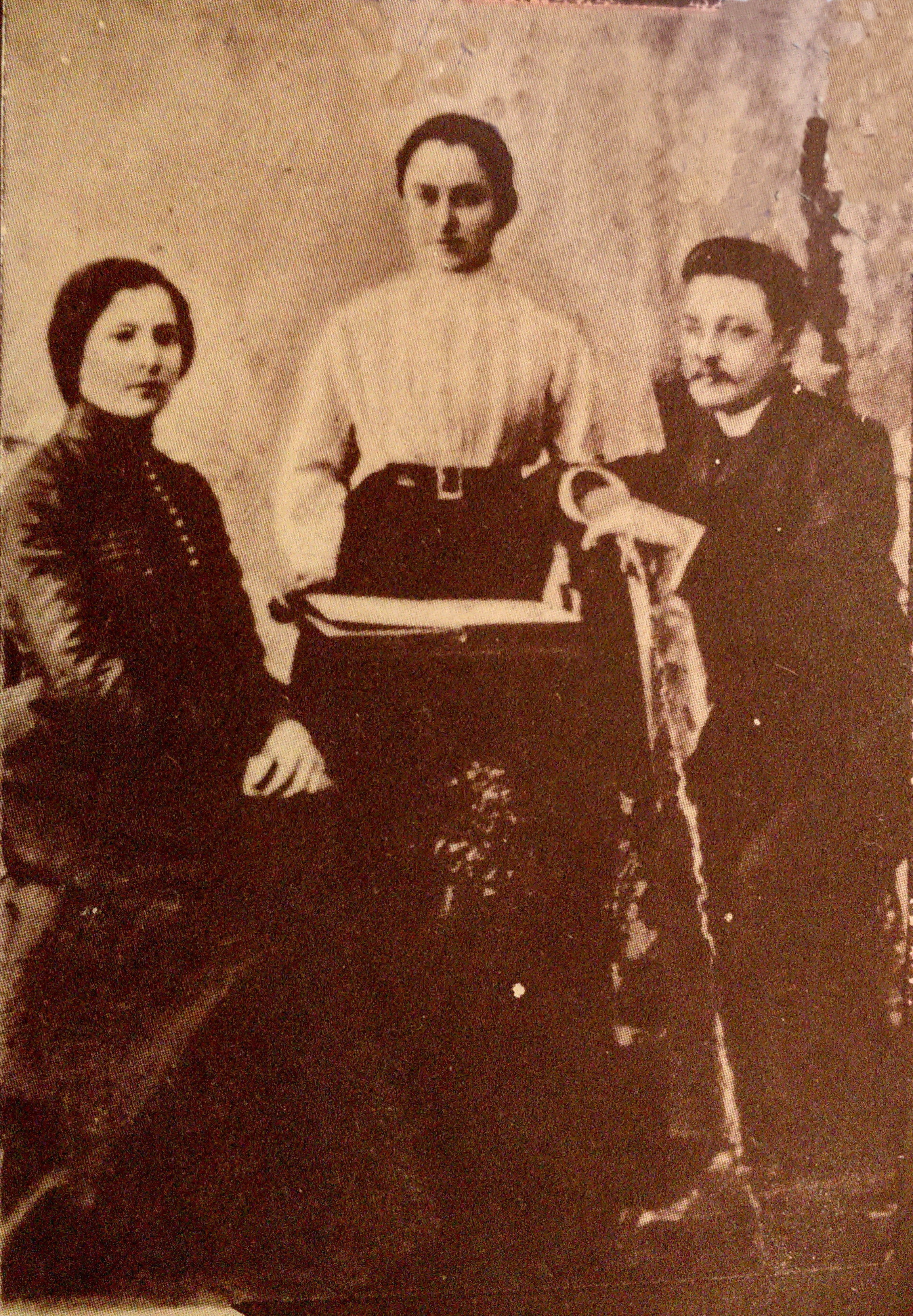
В центре

Первоначальное образование Берта получила в женской 4-х классной прогимназии, после чего сдала экстерном экзамены за курс гимназии, подготовившись к ним самостоятельно. Уехала в Киев, где, после непродолжительного обучения, под руководством врача Хургина получила профессию дантиста, выдержав в 1896 году «экзамен на звание зубного врача при Киевском университете» и, вернувшись в Минск, открыла собственный зубоврачебный кабинет и приступила к практике, начав принимать пациентов.

### Начало революционной деятельности
В революционную борьбу Берту и её брата Самуила вовлекла Евгения Адольфовна Гурвич — старая народоволка и опытнейшая революционерка: в результате Берта участвует в революционном движении с начала 1898 года, находясь тогда в Минске: принимает участие в революционных кружках, разъясняет рабочим необходимость создания политической партии в интересах класса трудящихся. Гурвич привлекла Берту и Самуила к работе по организации подпольных типографий. Летом 1898 года произошёл провал подпольных типографий в Минске, Бресте, Гродно и Белостоке, в связи с чем Берту (Веру) Слуцкую вместе с её братом Самуилом арестовали и из Минска переправили в пересыльную тюрьму в Москве, где она содержалась 9 месяцев, и была выслана затем на родину под полицейский надзор. В этот период она вела революционную деятельность и одновременно пыталась зарабатывать на жизнь зубоврачебной практикой, часто переезжая из Минска в Лодзь с намерением закрепиться там постоянно.
16 января 1901 года через своего отца подала прошение о получении загранпаспорта; получив его, уехала за границу на 3 месяца.
В 1901 году Слуцкая вступила в Бунд — еврейскую социал-демократическую партию, являвшуюся автономной организацией РСДРП; 3 мая 1901 года была арестована, привлечена к следствию с обвинением «в принадлежности к социал-демократическому сообществу», и в результате сослана вновь на родину в местечко Мир Новогрудского уезда, где была вынуждена прожить год. Из ссылки, вопреки запрету полиции, уехала в Москву, но там практически сразу была снова арестована и выслана в Минск; чтобы избавиться от преследования полицейских властей, 15 октября 1902 года уехала в Германию, и затем в Швейцарию (в Берн и Женеву).

### Работа в РСДРП и жизнь за границей
С 1902 года участвовала в общей работе в РСДРП, после 1903 года примыкала к большевикам. В годы Первой русской революции 1905—1907 гг. была членом боевой организации РСДРП, принимала участие в революционной борьбе в Минске и Петербурге. После присутствия в качестве делегата на V съезде РСДРП (1907) оставалась в России и вела партийную работу в Петербурге.
В 1909 году Вера Слуцкая выехала в эмиграцию, жила в Германии и Швейцарии. Первоначально её должны были выслать в Архангельскую губернию на 3 года, однако она подала прошение о замене места ссылки и ей определили ехать в Астраханскую губернию; после второго прошения власти разрешили выезд за границу также на 3 года. В Германии Слуцкая поступила и училась в одном из университетов Берлина (будучи образованным человеком, постоянно учившимся, Слуцкая знала 6 языков — древних и современных, в том числе немецкий язык); помимо учёбы, участвовала как в российском, так и в германском социал-демократическом движении.
В январе 1912 года в Праге состоялась VI Всероссийская конференция РСДРП и её документы нуждались в широком распространении; В. И. Ленин включил в работу и Веру Слуцкую, сообщая по этому поводу из Парижа одному из своих корреспондентов в Швейцарии: «Резолюции этой конференции… теперь вышли из печати, и товарищ Слуцкая, (в) Halensee (пригород) близ Берлина, переведёт Вам её».

### Возвращение в Россию и ссылка в Любань
В 1912 году вернулась на родину, где с 1913 года занималась партийной работой в столице. Находясь под постоянным полицейским надзором, за свою деятельность неоднократно подвергалась арестам, а в 1914 году власти отправили её в ссылку в Любань, где вместе с Верой находились и другие сосланные женщины-революционерки: К. Н. Самойлова, П. Ф. Куделли.
Самойлова вспоминала: «<…> Вера, как и прежде, продолжала жить интересами партийной жизни, уезжая время от времени тайком <…> с места своей ссылки в Питер, чтобы узнать, что делается в партии, как ведётся партийная работа. Она продолжала чем могла поддерживать нашу организацию, загнанную тогда в подполье, посылая ей то денежные пожертвования, то какую-нибудь статью в рабочую печать». Деньги Слуцкая зарабатывала профессией дантиста, в деревянном доме оборудовав одну из комнат под зубоврачебный кабинет.

### Революции 1917 года
Участвовала в Февральской революции 1917 года; в период «двоевластия» работала в Петроградском комитете РСДРП(б) в качестве партийного организатора среди женского населения и секретаря первого легального Василеостровского райкома партии (с апреля 1917 года), который располагался на Малом проспекте в доме № 49. На полулегальном VI съезде РСДРП(б) поддержала курс на вооружённое восстание.
Затем участвовала в Октябрьском вооруженном восстании в Петрограде, после установления Советской власти была отправлена на подавление выступления Керенского — Краснова, вспыхнувшего 26 октября 1917 года. Во время боя погибла от снаряда, выпущенного бронепоездом по автомобилю, в котором она ехала 30 октября 1917 года вблизи Царского Села при доставке медикаментов красногвардейским отрядам.
В газете «Правда» № 175 (106) от 14 ноября (1 ноября по ст. ст.) 1917 г. на первой странице была напечатана заметка, сообщавшая о выносе тела В. К. Слуцкой 2 ноября в 10 часов утра из дома № 73 по 16 линии (угол Малого пр. В. О.), которая заканчивалась так: «На славном посту, в борьбе за лучшие идеалы человечества погибла от рук наёмных убийц Керенского член Василеостровского районного Совета рабочих и солдатских депутатов Вера Климентьевна Слуцкая. <…> Пусть пролитая ею кровь, как цементом, спаяет и сплотит ряды солдат, крестьян и рабочих в борьбе за достижение мира, свободы и братства».
Похоронена в Санкт-Петербурге на Преображенском еврейском кладбище.
«Могила Слуцкой Веры Климентьевны (1874—1917 гг.) — члена КПСС с 1902 г., участника Октябрьской революции в Петрограде» — объект культурного наследия, основание: решение исполкома Ленгорсовета от 27.02.1989 № 124.

## Память

### Города
- С 27 ноября 1918 года[25] по 1944 год город Павловск, близ которого погибла Слуцкая, назывался в её честь — Слуцк.

### Фабрики
- На 15-й линии Васильевского острова, участок № 84, в 1920-х гг. в честь Слуцкой назвали обойную фабрику, принадлежавшую в начале XX века купцу И. Н. Колобову[26].
- «Ситценабивная мануфактура акционерного общества мануфактур И. А. Воронин, Лютш и Чешер» (1899 год) на Кожевенной линии, д. 34, с ноября 1922 года согласно решению Петроградского Совета носила имя Слуцкой (Ленинградская ордена Октябрьской революции и ордена Трудового Красного Знамени ситценабивная фабрика имени Веры Слуцкой); первый раз новое название фабрики было выведено на подарках героям восстановления предприятия в 1922 г.[27] Так, Л. Д. Тюрин, И. И. Калижников и Г. П. Выборов получили именные золотые часы со словами: «За выдающуюся работу по пуску в ход фабрики имени Веры Слуцкой»[27]. С 1990-х годов — «Северный текстиль»[28]. На территории фабрики находятся 17 производственных корпусов в федеральной собственности, которые в 2000 году взял в аренду Торговый дом «Нарвская ярмарка», ООО[29]. В 1982 году на студии «Леннаучфильм» режиссёром А. Мелихаровым по сценарию Т. Верёвкиной о фабрике был снят документальный фильм[30][31].

### Больница
- С ноября[32] 1918 года по 1973 год имя Веры Слуцкой носила детская городская больница Марии Магдалины[33] на Васильевском острове, 2-я линия, д.47[34].

### Аптека
- Аптека им. Веры Слуцкой на Малом проспекте Васильевского острова, д. 32[35].

### Улицы
- С октября 1918 года по 13 января 1944 года 15-я линия Васильевского острова называлась улицей Веры Слуцкой, которая жила там в 1917 году в д.70[36].
- Примерно в том же 1918 году в Слуцкую улицу переименовали Ушаковскую улицу Павловска.
- Улица Веры Слуцкой в городе Колпино.
- В пгт. Вырица Ленинградской области есть улица Слуцкая (ранее улица Веры Слуцкой).
- В 1967 году в Минске улица Слуцкая была переименована в улицу Веры Слуцкой[37][38].

### Сад
- В настоящее время именем Веры Слуцкой называется сад в Василеостровском районе, расположенный между 15-й линией, чётной стороной Донской улицы, Средним и Малым проспектами. Деревья этого сада «смыкаются кронами со школьным садом»[39] Гимназии № 11[40], который находится на нечётной стороне Донской улицы.

### В литературе
Веру Слуцкую упоминает Джон Рид в своей книге «Десять дней, которые потрясли мир», описывая один из эпизодов её деятельности в революционном Петрограде, и её гибель.

### Мемориальные доски
- В Колпино на доме № 12 по ул. Веры Слуцкой в 1970-х годах была установлена мраморная мемориальная доска с надписью: «Улица названа в память Веры Клементьевны Слуцкой — 1880—1917 — активной участницы Октябрьского вооружённого восстания в Петрограде, члена Петербургского комитета РСДРП(б), секретаря Василеостровского райкома партии. Погибла при защите Петрограда 30 октября 1917 года»[41].
- В Любани в 1988 году на вокзале открыта мемориальная доска в честь В. К. Слуцкой[42][43]: «В Любани с 1913 по февраль 1917 гг. находилась в ссылке большевичка Вера Клементьевна Слуцкая, активный работник Петербургской организации РСДРП (б), героически погибшая в дни Великого Октября».

## Имя и отчество
- Берта Калмановна[44], в журнале «Мишпоха» указаны как «настоящее имя и отчество»[3],
- Берта Брониславовна[45] — в БСЭ 3 изд. указаны как «настоящее имя»[6][44], то же и в энциклопедии о революции и гражданской войне в России издания 2008 г. — «наст. имя и отч.»[46],
- Берта Клементьевна — в БСЭ 1 изд. указаны как «настоящее имя»[47][48],
- Берта Климентьевна[48],
- Бейла Калмановна — по документам Отдельного корпуса жандармов[49],
- Вера Климентьевна[6][45][46],
- Вера Клементьевна[50][41],
- Вера Брониславовна[47].

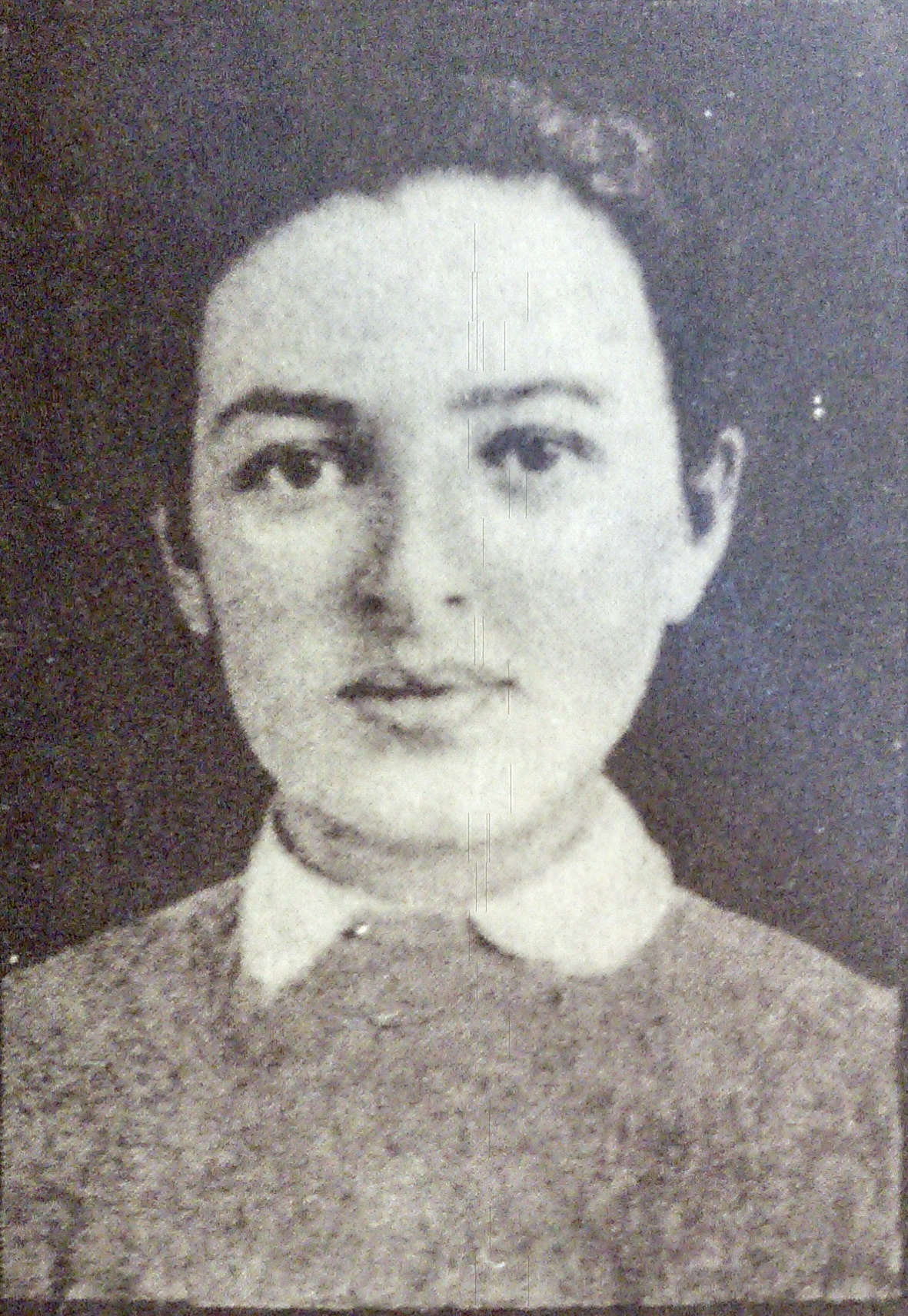
В юности
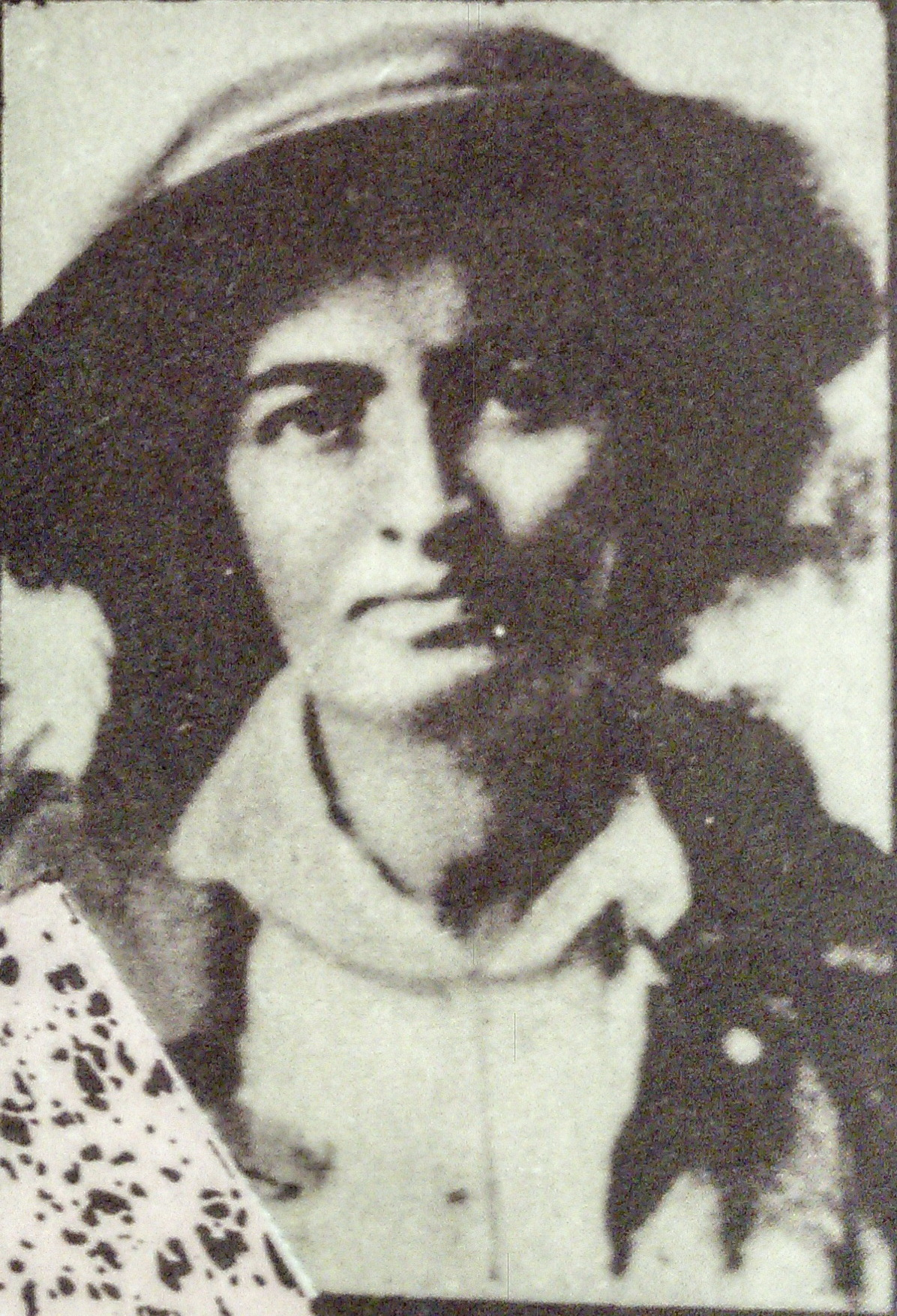
Вера Слуцкая
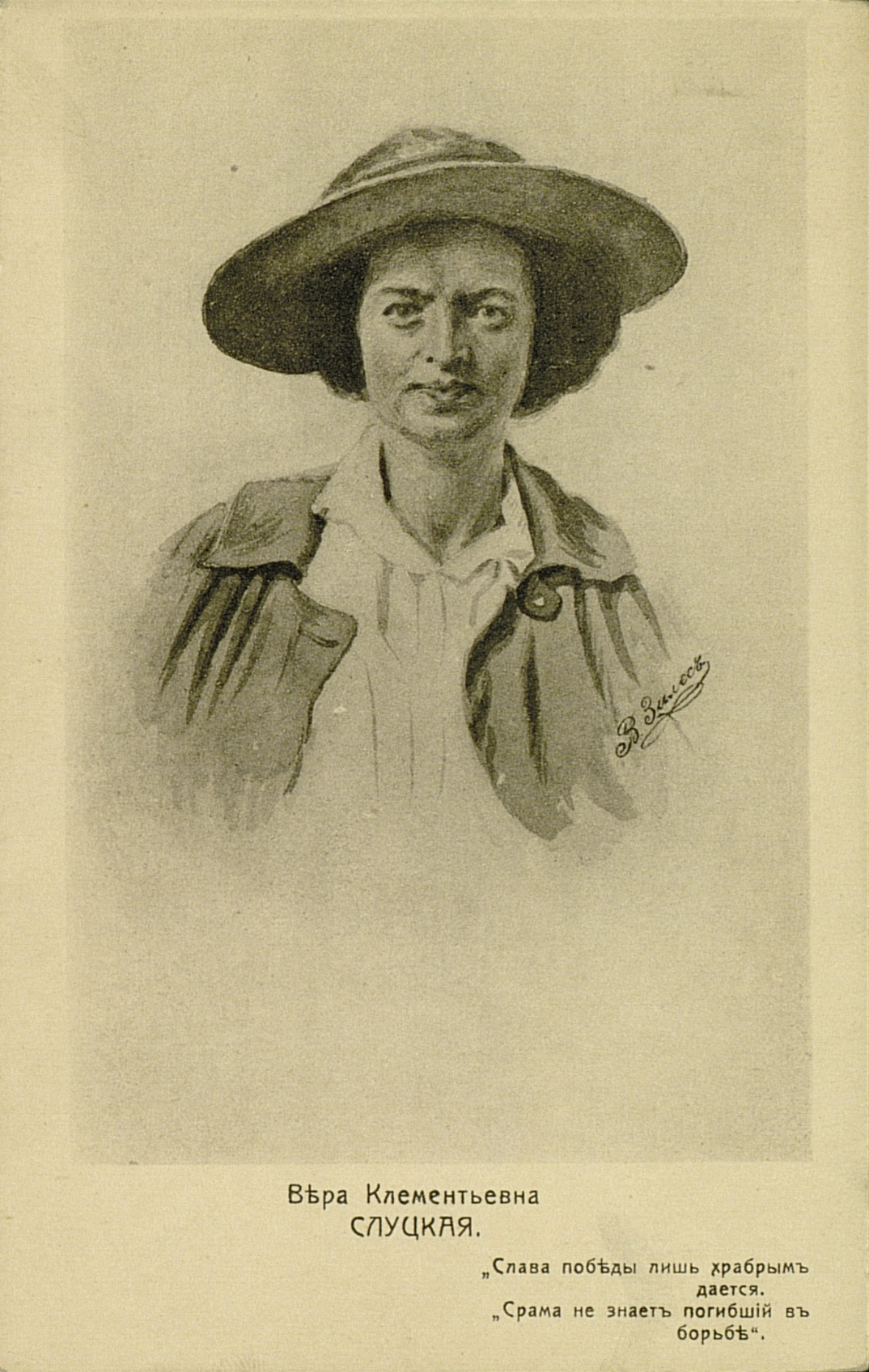
Почтовая открытка, 1917 или 1918 год
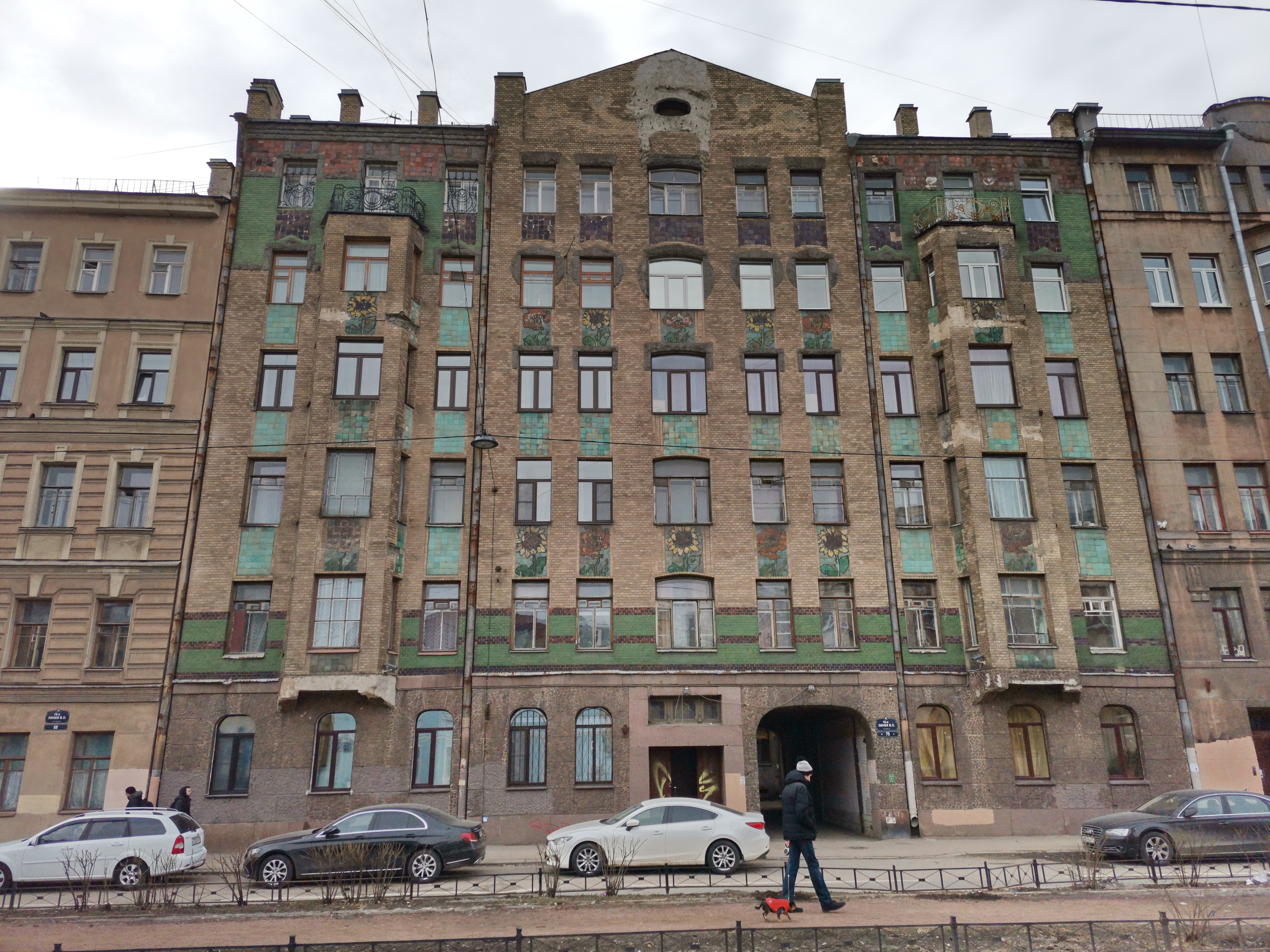
Дом на 15-й линии, где жила Вера Слуцкая, 2019
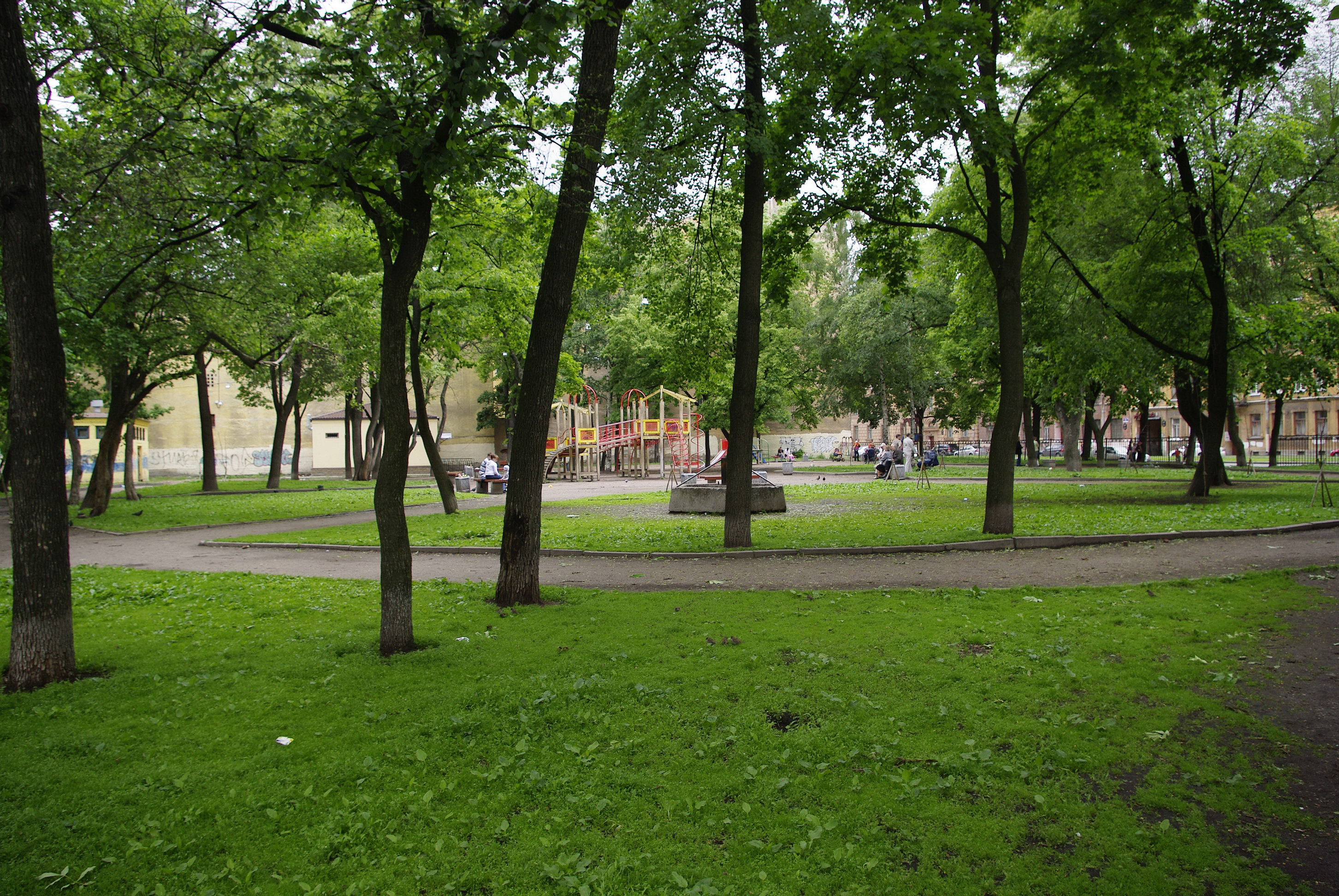
Сад Веры Слуцкой на Васильевском острове, 2009
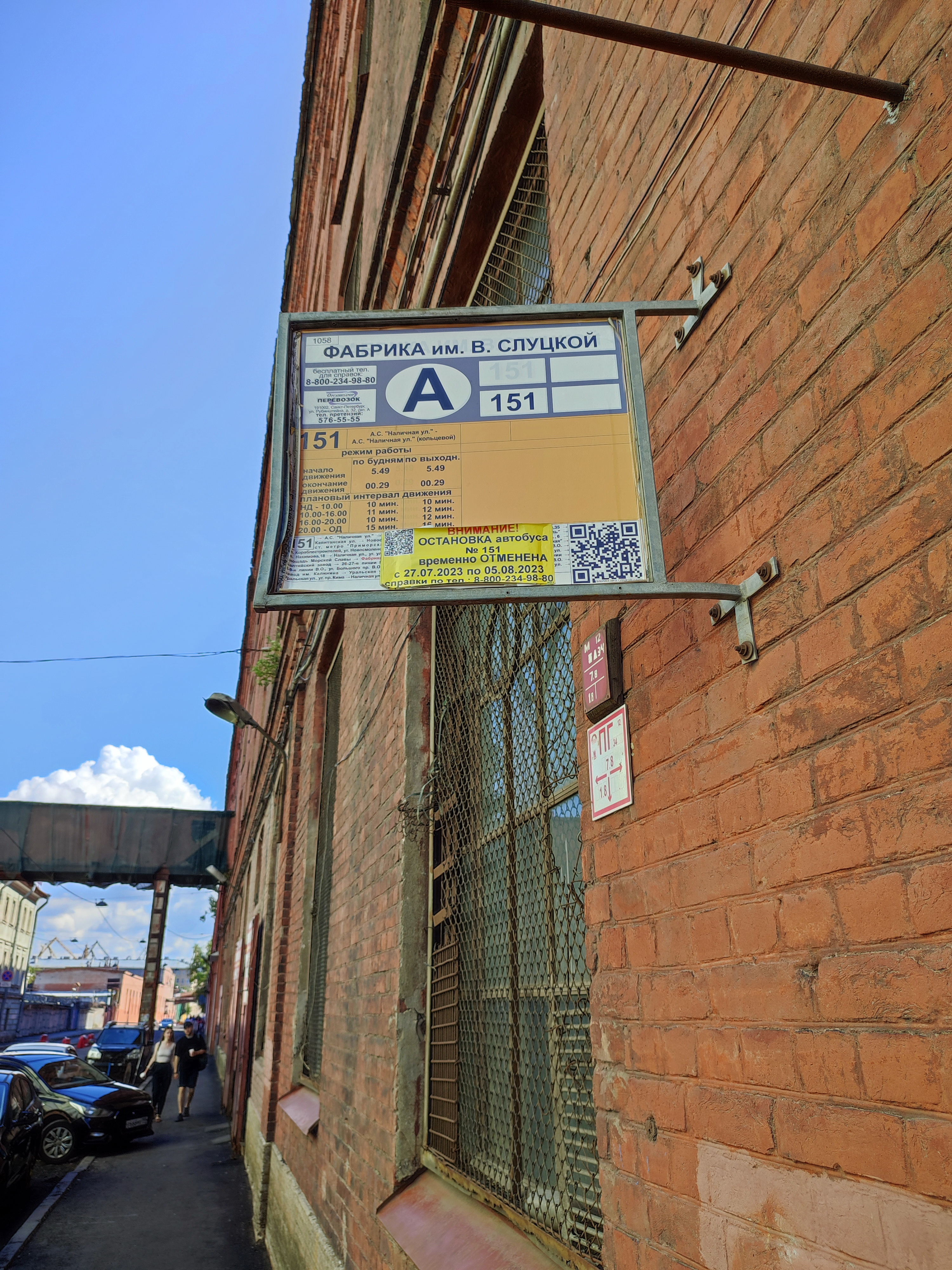
Автобусная ост. у б. текстильной фабрики, 2023